# Lophocolea
Lophocolea là một chi rêu trong họ Lophocoleaceae.